# 12:00 a.m. – 1:00 a.m.
"12:00 a.m. – 1:00 a.m." é o primeiro episódio da primeira temporada da série dramática de ação 24. Ele foi escrito pelos criadores e produtores executivos Joel Surnow e Robert Cochran, dirigido por Stephen Hopkins e foi exibido pela primeira vez em 6 de novembro de 2001 pela Fox.
Os eventos deste episódio ocorrem entre meia noite e 1h00min no dia das eleições presidenciais primárias do estado da Califórnia. Ele mostra uma hora de um dia da vida de Jack Bauer, agente de uma agência governamental ficcional chamada Unidade Contra-Terrorista (UCT), sua filha Kim Bauer que fugiu de casa e sua esposa Teri Bauer que sai à sua procura. Também mostra um senador chamado David Palmer que está tentando se tornar o primeiro presidente afro-americano dos EUA; a UCT acredita que ele será alvo de uma tentativa de assassinato.
"12:00 a.m. – 1:00 a.m." estava programado para estrear originalmente em 31 de outubro de 2001, porém foi adiado devido aos ataques de 11 de setembro. Uma breve cena mostrando a explosão de um avião foi cortada por causa dos ataques. O episódio foi bem recebido pela crítica especializada, e Surnow e Cochran venceram o Primetime Emmy Award de Melhor Roteiro em Série Dramática.

## Enredo
Jack Bauer está tentando consertar a relação com sua esposa Teri após se separarem brevemente e sua filha adolescente Kim, que culpa a mãe pela separação. Quando Jack e Teri percebem que Kim fugiu de casa, Jack recebe uma ligação de Nina Myers, sua colega de trabalho, que o informa sobre uma reunião de emergência na Unidade Contra-Terrorista (UCT). Ele relutantemente deixa sua esposa, decepcionada. Quando Jack chega na UCT, seu mentor Richard Walsh informa a equipe que o candidato presidencial David Palmer é alvo de uma tentativa de assassinato. Walsh chama Jack para uma conversa particular, contando que alguém dentro da UCT está trabalhando para os assassinos.
Teri recebe a ligação de um homem chamado Alan York, que está preocupado que sua filha Janet também fugiu de casa. Os dois decidem procurar Kim e Janet juntos. Alan vai buscar Teri com seu carro e eles começam a procurar por Los Angeles.
Kim e Janet se encontram com dois garotos, Dan e Rick, em uma loja de móveis fechada onde Dan trabalha. Kim e Rick começam a flertar e acabam se aproximando ao partilharem suas experiências, equanto Dan e Janet usam drogas e fazem sexo em uma das camas em exposição. Depois dos dois se recusarem a levar Kim para casa, ela começa a ficar desconfortável.
O senador Palmer está se preparando para um discurso às 7h00min quando recebe um telefonema de uma jornalista chamada Maureen Kingsley. Sherry, sua esposa, escuta ele perder a paciência com a jornalista. Quando ela pergunta o que Kingsley disse, Palmer a ignora e vai para a varanda de seu hotel olhar a cidade.
Em um Boeing 747 indo para Los Angeles, o fotógrafo Martin Belkin faz sexo com uma mulher chamada Mandy no banheiro do avião. Quando eles terminam, Martin volta para seu assento. Ele irá fotografar Palmer durante seu discurso dàs 7h00min. Quando volta para seu lugar, Martin percebe que perdeu sua carteira; ela foi roubada por Mandy. Ela incapacita a comissária de bordo e pega uma bomba que foi escondida no avião. Mandy veste um paraquedas e explode a porta do avião, escapando através dela. Segundos depois, a bomba explode e mata todos abordo.

## Produção
A ideia original para 24 veio de Joel Surnow, que pensou em um programa de televisão que tivesse 24 episódios por temporada. Cada episódio teria uma hora de duração, ocorrendo durante o período de um dia. Ele discutiu a ideia com Robert Cochran pelo telefone, cuja resposta inicial foi "Esqueça, é a pior ideia que já ouvi, nunca vai funcionar e é muito difícil". Ele se encontraram no dia seguinte em Los Angeles para discutir a ideia de uma série de ação e espionagem que usaria o formato de tempo real para criar uma tensão dramática com uma corrida contra o relógio. Os dois apresentaram o piloto a Fox, que imediatamente o comprou dizendo que a ideia da série seria uma que "levaria adiante a forma da televisão".
Quando Kiefer Sutherland entrou no projeto, ele não entendeu que a série se passava em tempo real, tendo pulado a linha que dizia "Todos os eventos ocorrem em tempo real". Sutherland afirmou que foi a intereção entre os personagens que o fez aceitar o piloto. O ator recebeu o roteiro do diretor Stephen Hopkins, com quem já havia trabalhado antes. Ele ficou atraído pelas nuances de Jack Bauer e seu status de "cara normal", citando sua inaptidão em lidar com sua filha adolescente. O personagem de Tony Almeida era chamado Geller na primeira versão do roteiro, com o ator Carlos Bernard o chamando de "cara da técnica, judeu e maledicente". Bernard não entendeu porque havia recebido o roteiro, dada sua etnia hispânica. Ele então criou o nome Tony Almeida faltando quinze minutos para o início das gravações, porém o departamento legal da Fox disse que eles não poderia usá-lo. Eles disseram que podiam usar o nome "Tonio", que Bernard achou desapontador. Ele disse, "Estávamos filmando a primeira cena, Kiefer andando pela UCT, e ele vira pra mim e fala, 'Desculpa cara, não posso te chamar de Tonio, vou te chamar de Tony'. Devo a Kiefer tudo: Tonio é o nome de um cara que é morto no primeiro episódio".
"12:00 a.m. – 1:00 a.m." foi filmado em março de 2001, principalmente em uma antiga fábrica de lápis, com um orçamento de quatro milhões de dólares. Um escritório da Fox Sports foi usado como a UCT, com o cenário sendo reproduzido em estúdio quando a série recebeu a encomenda de uma temporada. A série originalmente seria filmada em Toronto, porém Los Angeles foi a escolhida por causa da instabilidade do tempo canadense. Hopkins chamou a Los Angeles apresentada na primeira temporada como "uma cidade ocidental minaradora e inacabada, uma cidade de armazéns de um andar e poeira e cinzas". Câmeras de mão foram usadas para fazer 24 parecer menos glamuroso e criar a sensação de que o telespectador estava na cena. As luzes foram usadas com parcimónia para não deixar os atores muito bonitos. Hopkins disse que algumas cenas foram filmadas como um "teatro ao vivo". A câmera nunca foi colocada fora da quarta parede ou onde uma pessoa não poderia estar, assim o espectador ficava "dentro da sala"; essa técnica é mais notável na cena em que Mandy e Martin Belkin fazem sexo no banheiro do avião. O diretor também afirmou que estava cauteloso com o uso do tempo real, já que os filmes em tempo real que ele tentou "não funcionaram muito bem".
O uso de telas divididas foi uma resposta ao grande número de telefonemas no episódio, com Hopkins usando-as como um modo de mostrar ao telespectador onde prestar atenção. O editor David B. Thompson disse, "telas divididas são ótimas, caixas são mais legais ainda"; assim, ele começou a editar o episódio piloto com caixas assimétricas. As "caixas" foram usadas primeiramente como necessidade na cena em que Jack liga para Vincent, ex-namorado de Kim. Surnow explica, "se tornou um elemento artístico [...] fazia sentido na história que estávamos contando". Também foi dele a ideia do relógio em tela para que o público sempre soubesse da hora. O primeiro corte de "12:00 a.m. – 1:00 a.m." não foi bem recebido por espectadores teste, forçando uma reedição de todo o episódio e a alteração da ordem das cenas, incluindo o adiantamento da introdução de David Palmer. Além disso, por causa dos atentados de 11 de setembro, foi decidido remover do episódio uma breve cena que mostrava a explosão do Boeing 747 pelas ações terroristas de Mandy.

## Repercussão

### Crítica
"12:00 a.m. – 1:00 a.m." foi muito bem recebido pela crítica especializada. Ele foi citado pelo The New York Times como uma "Escolha da Crítica" por Caryn James, que afirmou que era "um drama lustroso, cheio de suspense e absorvente o bastante para superar seu artifício descarado". Ela completou também dizendo que "24 é [a série] mais ousada e promissora" da temporada e que "o Sr. Sutherland é um herói inesperadamente simpático". O site Ain't It Cool News deu ao episódio piloto cinco estrelas de um total de cinco, listando suas qualidades: "Muito ousada, complexa, personagens convincentes. Intrincada, enredo imprevisível. Ritmo alucinante, tendência elétrica ao sexo. Fica te fazendo perguntas que você vai morrer pela resposta. E, talvez o melhor de tudo, não parece com nenhum outro programa de TV".
James Poniewozik da revista TIME elogiou muito a série, dizendo "Esqueça dormir neste aqui--você não vai querer nem piscar. 24 é a nova série de TV mais distinta e viciante desta temporada. Como um suspense à moda antiga, é implacável, tenso e deliciosamente paranóico, com mais viradas do que um Twizzler. Mas também é audaciosamente diferente. Mais notavelmente, há uma assinatura visual inteligente: telas de imagens em imagens que mostram simultaneamente duas, três e até quatro cenas diferentes". Ele também afirmou que "O programa leva ao próximo nível a tendência dos 'arcos' seriais de história, que começou nos anos 80 com dramas como Hill Street Blues e Wiseguy e continua com The West Wing e The Sopranos". Poniewozik também elogiou Kiefer Sutherland e Dennis Haysbert, dizendo "ajuda ter um elenco forte pilotando este trem. Haysbert está comandando, mesmo que um pouco subutilizado no piloto, como um idealista com um perigoso segredo. E Sutherland interpreta o Bauer de voz grave com a segurança que esconde seu passado de estrela de cinema adolescente; seu agente superestressado é robusto e cansado, um fantasma assombrado".
O TV Barn disse que o primeiro episódio "não pode ser perdido", completando com "Apesar de haver apenas duas linhas de história principais, cada episódio não tem menos de seis histórias para acompanhar, cheias de suspense e ação (sem parecer como um grande filme de ação big-bang). Há muita coisa acontecendo em 24, porém você precisa prestar atenção para realmente apreciar. Prevejo que 24 terá a atenção de muitos espectadores neste outono".

### Prêmios
Joel Surnow e Robert Cochran venceram o Primetime Emmy Award de Melhor Roteiro em Série Dramática em 2002. Stephen Hopkins também foi indicado na categoria de Melhor Direção em Série Dramática. Hopkins também foi indicado ao Directors Guild of America Award de Melhor Direção – Série Dramática.